# Naturschutzgebiet Kittenberg

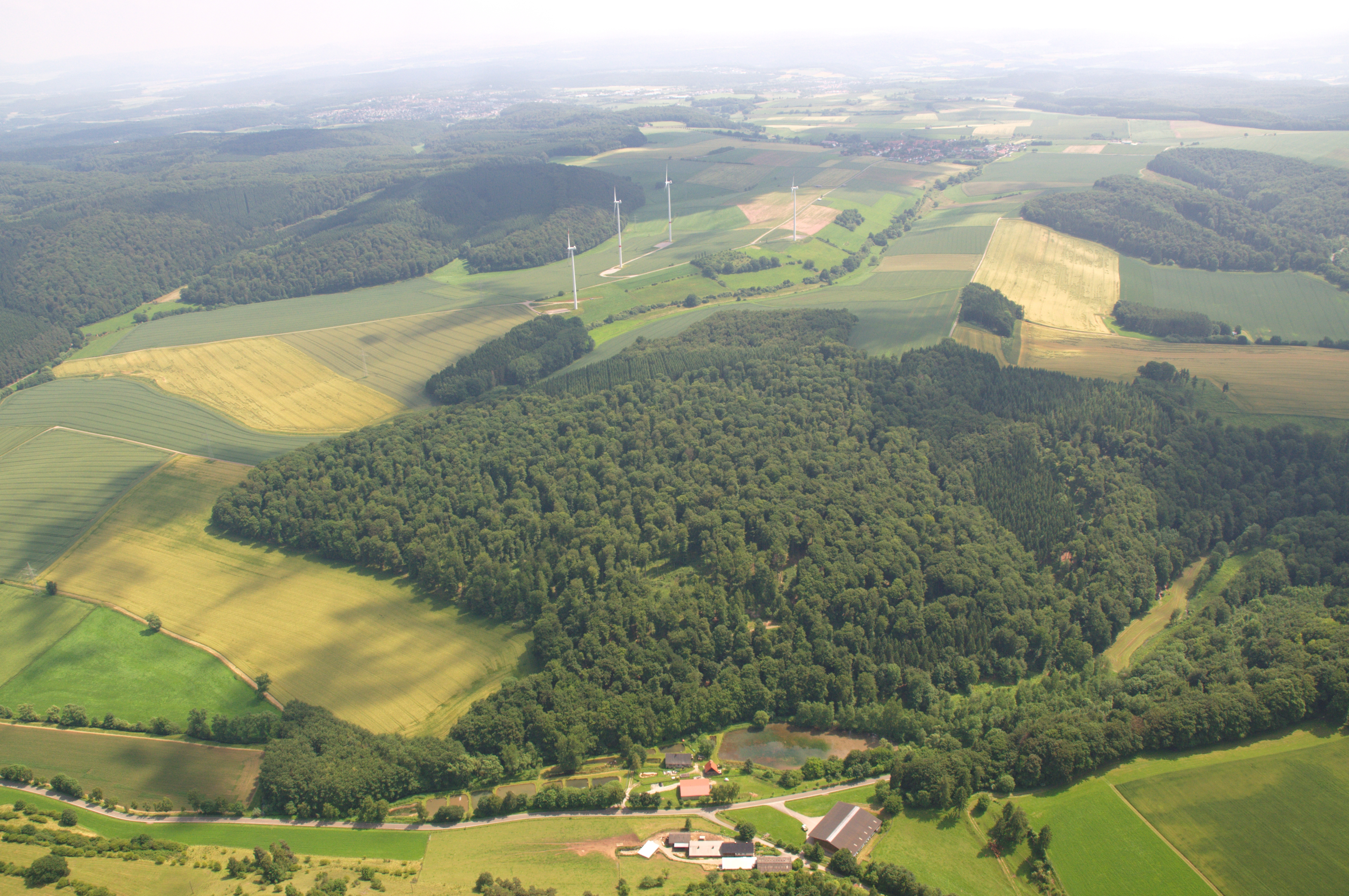
In Bildmitte das NSG Kittenberg und rechts ein Teils des NSG Schuberstein (rechts)

Das Naturschutzgebiet Kittenberg mit einer Größe von 76,66 ha liegt nordöstlich von Canstein im Stadtgebiet von Marsberg im Hochsauerlandkreis. Das NSG wurde 2000 von der Bezirksregierung Arnsberg ausgewiesen. Es wurde 2008 mit dem Landschaftsplan Marsberg als Naturschutzgebiet (NSG) erneut ausgewiesen. Das NSG stellt seit 2004 eine von zwei Teilflächen des Fauna-Flora-Habitat-Gebietes (FFH) Kittenberg (Natura 2000-Nr. DE-4519-302) im Europäischen Schutzgebietssystem nach Natura 2000 mit 588 ha Größe dar. Die andere Teilfläche des FFH-Gebietes ist das westlich liegende Naturschutzgebiet Schuberstein. Diese beiden Naturschutzgebiete werden nur durch das Landschaftsschutzgebiet Oberes Orpetal und Kreisstraße 66 getrennt. Das NSG gehört seit 2023 zum Vogelschutzgebiet Diemel- und Hoppecketal mit angrenzenden Wäldern.

## Beschreibung
Den Untergrund des NSG bildet Kalkstein. Im NSG befindet sich der Kittenberg, dessen Hänge steil zum Orpetal abfallen. Das NSG umfasst einen Rotbuchenwald. Teils befinden sich im Nordteil auch Eichen in den Waldbeständen. Im NSG befinden sich bis zu 15 m hohe Felsen. Im befinden sich alte Bergbaurelikte in Form von Pingen. In der Südspitze des NSG befindet sich das Kulturdenkmal Schwedenschanze. Im NSG kommt der Grauspecht vor.